# Apamea sodalis
Apamea sodalis là một loài bướm đêm trong họ Noctuidae.